# Wyre and Preston North

Wyre and Preston North dans le Lancashire.

Wyre and Preston North est une circonscription représentée à la Chambre des communes du Parlement britannique et située dans le Lancashire.